# Liste des députés européens du Luxembourg de la 1re législature
Lors des élections européennes de 1979, six députés européens sont élus au Luxembourg. Leur mandat débute le 16 juillet 1979 et se termine le 23 juillet 1984.
- Les démocrates-chrétiens du Parti populaire chrétien-social obtiennent trois sièges.
- Les libéraux du Parti démocratique obtiennent deux sièges.
- Les socialistes du Parti ouvrier socialiste luxembourgeois obtiennent un siège.

Sept d'entre eux quittent leurs fonctions avant la fin de leur mandat et sont remplacés par leurs suppléants, ce qui porte à 13 le total des personnes ayant occupé ce poste.
| Nom                                                 | Parti                                   | Groupe parlementaire européen      | Portrait |
| --------------------------------------------------- | --------------------------------------- | ---------------------------------- | -------- |
| Fernand Boden Démission le 18 juillet 1979          | Parti populaire chrétien-social         | Groupe du Parti populaire européen |          |
| Marc M.J.A. Fischbach À partir du 19 juillet 1979   | Parti populaire chrétien-social         | Groupe du Parti populaire européen |          |
| Jacques Santer Démission le 18 juillet 1979         | Parti populaire chrétien-social         | Groupe du Parti populaire européen |          |
| Jean Spautz Du 19 juillet 1979 au 4 mars 1980       | Parti populaire chrétien-social         | Groupe du Parti populaire européen |          |
| Marcelle Lentz-Cornette À partir du 5 mars 1980     | Parti populaire chrétien-social         | Groupe du Parti populaire européen |          |
| Jean Wolter Démission le 18 juillet 1979            | Parti populaire chrétien-social         | Groupe du Parti populaire européen |          |
| Nicolas Estgen À partir du 14 août 1979             | Parti populaire chrétien-social         | Groupe du Parti populaire européen |          |
| Colette Flesch Démission le 22 novembre 1980        | Parti démocratique                      | Groupe libéral et démocratique     |          |
| René Mart À partir du 26 novembre 1980              | Parti démocratique                      | Groupe libéral et démocratique     |          |
| Gaston Thorn Démission le 18 juillet 1979           | Parti démocratique                      | Groupe libéral et démocratique     |          |
| Jean Hamilius Du 19 juillet 1979 au 14 janvier 1982 | Parti démocratique                      | Groupe libéral et démocratique     |          |
| Charles Goerens À partir du 15 février 1982         | Parti démocratique                      | Groupe libéral et démocratique     |          |
| Victor Abens                                        | Parti ouvrier socialiste luxembourgeois | Groupe socialiste                  |          |

## Source
- Les députés de la première législature, site du Parlement européen.